# Робу, Николае
Николае Робу (рум. Nicolae Robu; род. 28 мая 1955, Bocsig, Арад) — румынский политический и государственный деятель, примар Тимишоары (2012—2020).

## Биография
Родился 28 мая 1955 года в Боксиге, жудец Арад, Румыния. В 1980 году окончил Политехнический университет Тимишоары, где в 1995 году получил докторскую степень в области автоматического управления. 
С 1980 по 1985 год он работал инженером в Тимишоаре, а затем стал работать в городском Институте автоматических исследований, а в 1997 году стал профессором своего родного университета, ректором которого стал в 2004 году. В 2008 году был избран в Сенат Румынии от округа Тимиш. На местных выборах 2012 года был избран примаром Тимишоары от Социал-либерального союза, набрав 49,8% голосов.

## Личная жизнь
Робу женат. У него есть двое детей: Андреа Робу и Рауль Робу.